# Ардойе
Ардуа (нід. Ardooie) — бельгійська комуна та однойменне місто у провінції Західна Фландрія. Станом на 1 січня 2013 року населення Ардуа становило 9088 чоловік. Загальна площа — 34.58 км².

## Міста

| #            | Назва                                                                  | Площа | Населення (2005) |
| ------------ | ---------------------------------------------------------------------- | ----- | ---------------- |
| I (III) (IV) | Ардуа - Ардуа(нід. Ardooie) - Тассе (нід. Tasse) - Снепе (нід. Sneppe) | 24,14 | 6.882            |
| II           | Кулскамп (нід. Koolskamp)                                              | 10,43 | 2.265            |

## Населення
- 1977: приєднано Кулскамп